# Abies forrestii
Abies forrestii ist eine Pflanzenart aus der Gattung der Tannen (Abies) in der Familie der Kieferngewächse (Pinaceae). Die Heimat dieser Nadelbaumart liegt in China. Sie ist nach George Forrest (1873–1932) benannt.

## Beschreibung
Abies forrestii wächst als immergrüner Baum, der Wuchshöhen von bis zu 20 Metern erreichen kann. Die Borke ist dunkelgrau und blättert meist ab. Die Rinde der Zweige ist anfangs behaart und weist eine rotbraune bis braune Färbung auf, mit zunehmendem Alter dunkelt sie nach, bis sie nach zwei bis drei Jahren dunkelgrau ist. Die harzigen Winterknospen sind kugelig bis verkehrt eiförmig.
Die kammförmig in zwei Reihen an den Zweigen angeordneten Nadeln sind 1,5 bis 4, meist aber 2 bis 3 Zentimeter lang und 2 bis 2,5 Millimeter breit. An der Nadelunterseite findet man zwei weiße Stomatabänder und an den Rändern befinden sich zwei Harzkanäle.
Die Blütezeit liegt im Mai. Die ungestielten, sitzenden Zapfen sind mit einer Länge von 7 bis 12 Zentimeter und einem Durchmesser von 3,5 bis 6 Zentimeter zylindrisch bis stumpf-zylindrisch. Die reifen Zapfen sind dunkel purpurbraun bis schwarzbraun gefärbt. Die in der Mitte des Zapfens sitzenden Deckschuppen sind fächerartig trapezförmig, 1,3 bis 2 Zentimeter lang und 1,3 bis 2,3 Zentimeter breit. Die geflügelten Samen sind etwa 1 Zentimeter lang. Der Flügel des Samen ist hellbraun bis rotbraun und breit keilförmig. Die Samenreife erfolgt von Oktober bis November.

## Verbreitung und Standort
Abies forrestii ist in Westchina heimisch. Ihr Vorkommen liegt im südwestlichen Sichuan, dem östlichen Xizang und dem nordwestlichen Yunnan.
Sie kommt in Bergregionen in Höhenlagen von 2500 bis 4200 Meter vor. Das Klima ihrer Heimatstandorte ist feuchtkalt mit einer jährlichen Niederschlagsmenge von 1000 bis 2000 Millimeter, die Böden sind graubraune Podsolböden. Abies forrestii kommt hier häufig als einzige Baumart an der Baumgrenze vor, ist aber auch vergesellschaftet mit der Likiang-Fichte (Picea likiangensis), Larix potaninii, der Himalaya-Hemlocktanne (Tsuga dumosa) und auf niedrigeren Höhenlagen mit Laubbaumarten wie Betula albosinensis, Ahornen (Acer) und Mehlbeeren (Sorbus) anzutreffen.

## Gefährdung und Schutz
In der Roten Liste der IUCN wird Abies forrestii als „nicht gefährdet“ geführt. Es wird jedoch darauf hingewiesen, dass eine erneute Überprüfung der Gefährdung nötig ist.

## Systematik

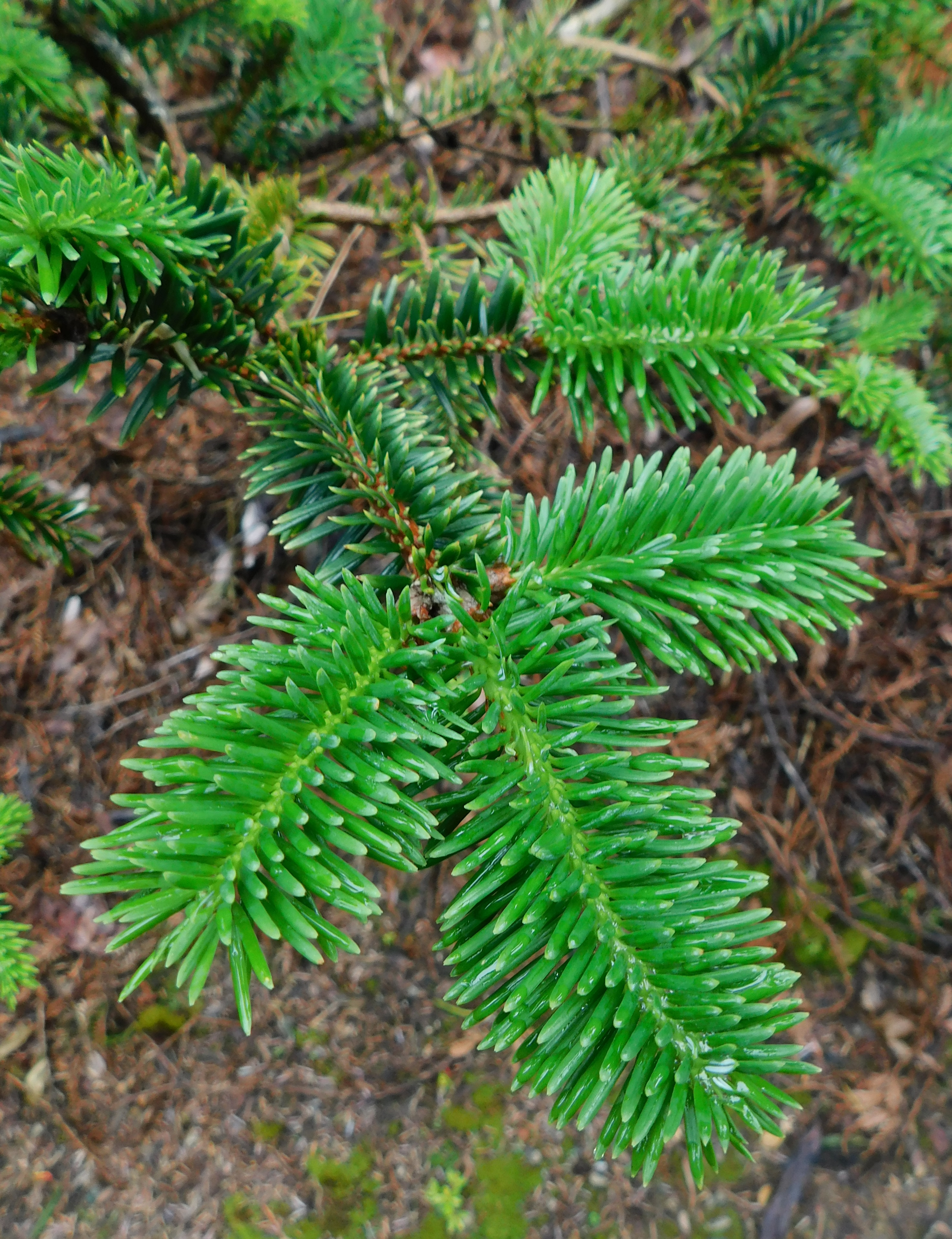
Zweig von Abies forrestii var. georgei

Abies forrestii wird innerhalb der Gattung der Tannen (Abies) der Sektion Pseudopicea und der Untersektion Delavayianae zugeordnet. Der heute anerkannte Name wurde im März 1919 durch Charles Coltman-Rogers im Gardeners’ Chronicle erstveröffentlicht. Im gleichen Jahr, jedoch einige Monate später erschien eine Beschreibung unter dem gleichen botanischen Namen durch William Grant Craib.
Abies forrestii wurde früher teilweise als Varietät von Delavays Tanne (Abies delavayi) angesehen, der sie ähnelt. Ein Synonyme ist unter anderem Abies delavayi var. forrestii (Coltm.-Rog.) A.B.Jacks.

### Varietäten
Abies forrestii wird gelegentlich in vier Varietäten unterteilt:
- Abies forrestii var. ferreana (Bordères & Gaussen) Farjon & Silba. Synonyme sind unter anderem Abies chayuensis W.C.Cheng & L.K.Fu, Abies ferreana Bordères & Gaussen, Abies rolii Bordères & Gaussen und Abies yuana Bordères & Gaussen: Sie kommt vom südöstlichen Tibet bis ins nordwestliche Yunnan vor.[5]
- Abies forrestii var. forrestii (Syn.: Abies forrestii var. chengii (Rushforth) Silba, Abies chengii Rushforth): Sie kommt vom südöstlichen Tibet bis ins südwestliche Sichuan und ins nordwestliche Yunnan vor.[5]
- Abies forrestii var. georgei (Orr) Farjon (Syn.: Abies georgei Orr): Sie kommt vom südöstlichen Tibet bis ins südwestliche Sichuan und ins nordwestliche Yunnan vor.[5]
- Abies forrestii var. smithii Viguié & Gaussen: Sie kommt im nordwestlichen Yunnan vor.[5]

## Nutzung
Das Holz wird als Bauholz verwendet. Aus der Borke wird Tannin gewonnen.